# Pneumònia associada a la ventilació mecànica
La pneumònia associada a la ventilació mecànica (VAP, per les seves sigles en anglès ventilator-associated pneumonia) és un subtipus de pneumònia adquirida a l'hospital (PAH) que es dona en pacients que reben ventilació mecànica per un tub endotraqueal o traqueostòmic durant almenys 48 hores. La VAP és un trastorn mèdic que resulta d'una infecció que inunda els petits alvèols dels pulmons, que són els que s'encarreguen d'absorbir oxigen de l'atmosfera. La VAP es diferencia d'altres tipus de pneumònia infecciosa pels diferents tipus de microorganismes que la causen, els antibiòtics utilitzats per tractar-la, els mètodes de diagnòstic, el pronòstic final i les mesures preventives eficaces. A la comunitat, la pneumònia és causada sovint pel pneumococ, l'hemòfil de la influença o l'estafilococ daurat. Tanmateix, a l'hospital, l'organisme més sovint associat a la pneumònia és Pseudomonas, no importa si el pacient ha rebut ventilació o no. Perquè un pacient adquireixi VAP ha d'estar connectat a un ventilador mecànic: aquest és el fet que caracteritza la VAP, i no pas el microorganisme causant.